# Шукенов Батирхан Камалович
Батирха́н Кама́лович Шуке́нов (каз. Батырхан Қамалұлы Шүкенов; 18 травня 1962, Кизилорда — 28 квітня 2015, Москва) — казахстанський та російський естрадний співак, композитор. До 2000 року був вокалістом та обличчям  гурту А-Студіо, де і здобув популярність.

## Біографія
Батир народився в Кизилорді у родині економістів. У нього два брата (він середній) та молодша сестра.
Пізніше почав відвідувати музичний гурток, а після закінчення школи вступив до Ленінградського інституту культури. Але через пару років перевівся до Алма-Атинської консерваторії імені Курмангази Сагирбаєва, щоб займатися за класом саксофона.
В 1982 році, як саксофоніст, увійшов до оновленого складу гурту «Арай» — акомпануючого ансамблю Заслуженої артистки Республіки Казахстан Рози Римбаєвої. Паралельно «Арай» виконує інструментальні джазові композиції і навіть у 1983 році стає лауреатом Всесоюзного фестивалю. Шукенов показує себе віртуозом альт- та тенор-саксофона. В 1985 році він закінчує консерваторію та показує свої співочі здібності. Гурт почуває себе тісно в старих рамках та в 1987 році вони ідуть від Римбаєвої у вільне плавання під назвою «Алма-Ата». Через рік видають на фірмі «Мелодія» свій дебютний альбом «Путь без остановок» (всі 8 пісень, дві — казахською, співає Шукенов), змінюють назву на «Алма-Ата-Студио», а Батир стає фронтменом гурту.
В 1989 році вони складають свій перший всесоюзний хіт «Джулия». З гуртом знайомиться Алла Пугачова та одразу запрошує їх до свого Театру пісні. Після участі у її «Різдвяних зустрічах» гурт «А-Студіо» впізнає вся країна. Слідують нескінченні гастролі, записи платівок, нові пісні у колоритному виконанні Батира — «Белая река», «Стоп, ночь», «Солдат любви», «Эти тёплые летние дни», «Нелюбимая» і т. д. Гурт вже давно вважається російським, так як переважно базується у Москві. Але після 11 років круговерті Батир вирішує розпочати сольну кар'єру та полишає групу. Він укладає контракт з REAL Records, починає співпрацювати з Павлом Єсеніним, випускає кліп на пісню «Душа». Але через дріб'язковий конфлікт співпраця зіпсувалася, і матеріал так і не побачив світ. Артист повернувся на Батьківщину,
У 2002 році Батирхан Шукенов записує свій дебютний сольний альбом «Отан ана» (Батьківщина-мати) казахською мовою.
У 2006 році після виходу другого сольного альбому «Твои шаги» ім'я Батирхана Шукенова знову гучно лунає, як у минулі часи.
У 2007 році Батир виступив з великим сольним концертом У Алма-Атинському Палаці Республіки.
Із 2007 року — радник Президента Казахстану Нурсултана Назарбаєва з питань культури. У 2008 році одружився.
20 листопада 2009 року Батирхан Шукенов був номінований Послом Доброї Волі ЮНІСЕФ у Казахстані. Рівно через рік, 20 листопада 2010 року, увійшов до складу Почесного Бального Комітету Благодійного Балу в Алма-Аті як Посол Доброї Волі ЮНІСЕФ від Республіки Казахстан.
2010 рік був позначений для Батирхана виходом одразу двох студійних альбомів, що вийшли з інтервалом у два місяці. У травні після майже чотирирічної перерви вийшов третій альбом «Осторожно, милая девушка», головною піснею якого стала «Немного слёз твоих», випущена у квітні 2007 року. А вже через два місяці після «Осторожно, милая девушка» виходить четвертий студійний альбом «Всё пройдёт...».
2013 року Батирхан Шукенов видав п'ятий сольний альбом «Душа», у якому були задіяні демо-записи гітарних партій загиблого товариша по «А-Студіо» Баглана Садвакасова.

## Дискографія

### У складі А-Студіо
- Путь без остановок (1988)
- Джулия (1991)
- Солдат любви (1994)
- Нелюбимая (1996)
- Грешная страсть (1998)

### Сольна дискографія
- Отан Ана (2002) — дебютний сольний альбом, казахськомовний
- Твои шаги (2006) — другий сольний альбом
- BATYR@XMZ (2006) — інструментальний альбом
- Осторожно, милая девушка (2010) — третій сольний альбом
- Всё пройдёт... (2010) — четвертий сольний альбом
- Душа (2013) — п'ятий сольний альбом
- Аманат (2015) — шостий сольний альбом (посмертний), казахськомовний